# Haltepunkt Trier Hafenstraße
Der Haltepunkt Trier Hafenstraße befindet sich in der Hafenstraße zwischen den Trierer Stadtteilen Ehrang und Pfalzel. Er ersetzt die bisherige, etwa 400 Meter weiter nördlich gelegene Bahnstation Ehrang. Betrieblich ist der Haltepunkt ein Bahnhofsteil des Bahnhofs Ehrang.

## Geschichte

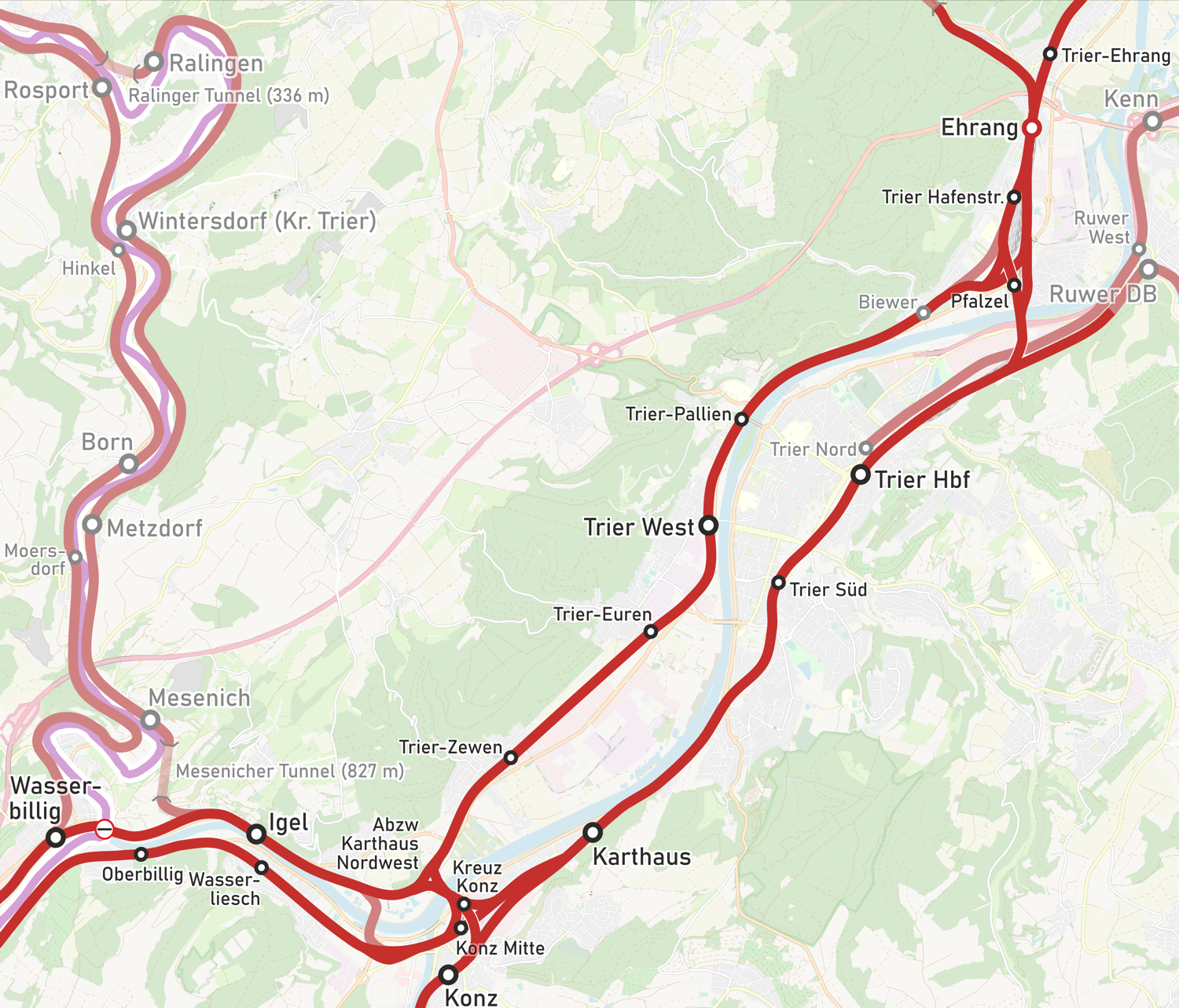
Bahnknoten Trier mit aktuellen und ehemaligen Strecken

Im Zuge der Planungen zur Reaktivierung der Trierer Weststrecke für den Personenverkehr wurden verschiedenen Varianten zur Zusammenführung mit den Verkehren der Hauptstrecke (Bahnstrecke Koblenz–Trier) untersucht. Die Entscheidung fiel zugunsten zweier neuer Haltepunkte zwischen Haltepunkten Pfalzel und Quint: Dem Haltepunkt „Trier-Ehrang“ (ehemals „Trier-Ehrang Ort“) innerhalb des Ehranger Ortskerns und nördlich des Ehranger Bahnhofs an der Strecke nach Koblenz gelegen und einem Personenbahnhof an der Eisenbahnunterführung Hafenstraße (mit Anschluss an die Strecken nach Trier Hbf und nach Trier West nach Süden und zu den Strecken nach Wittlich und nach Gerolstein). Eine Bushaltestelle wird in der Unterführung angelegt, welche zur Zeit saniert wird.
Die ursprüngliche Inbetriebnahme war für 2019 vorgesehen. Aufgrund von Umplanungen in Folge von Bürgereinwendungen und Verzögerungen in der Planung erfolgte die Inbetriebnahme am 3. März 2025.

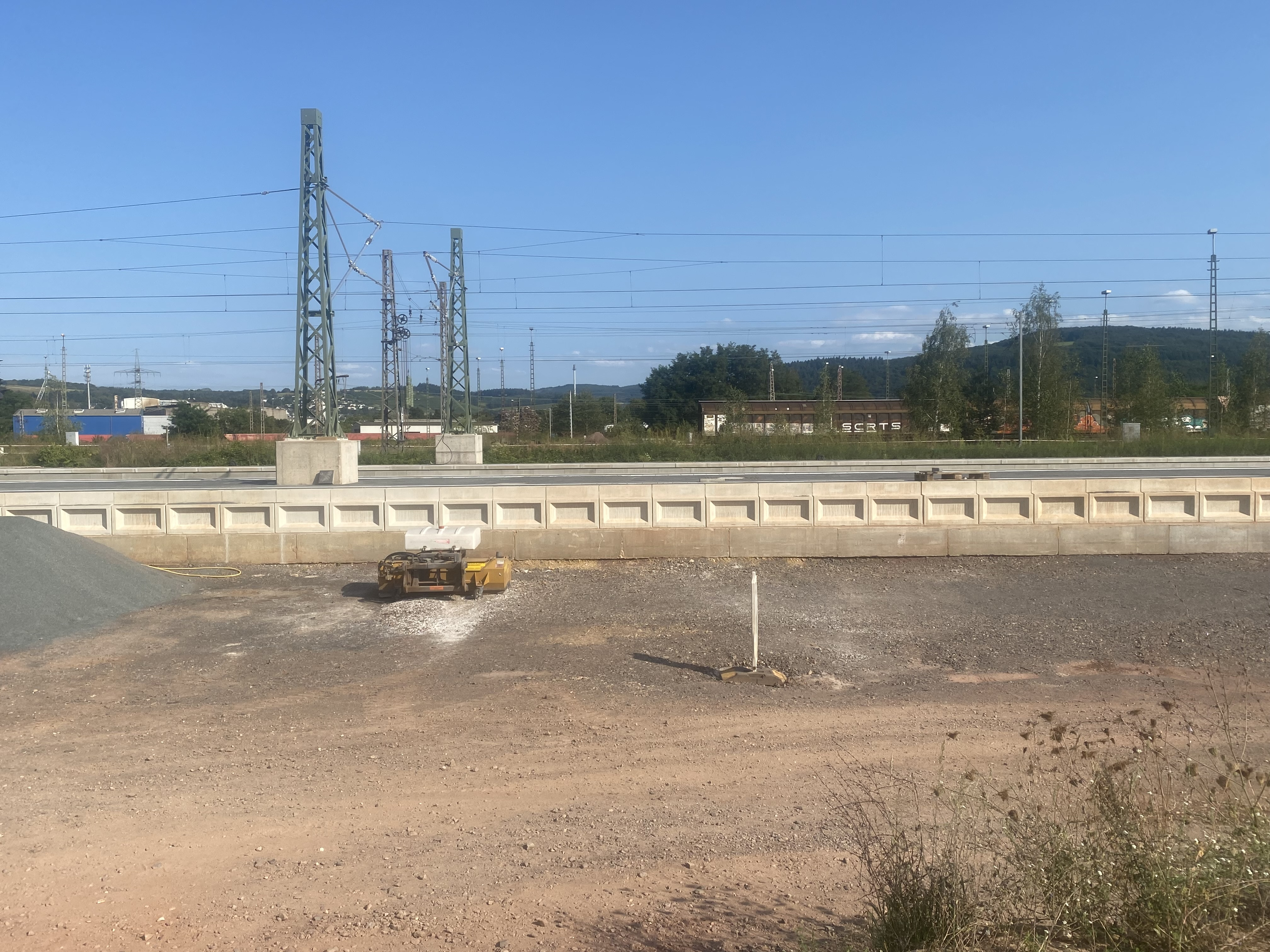
Mittelbahnsteig an den Gleisen 2 und 3 (2024)

## Verkehr

### Schienenverkehr
Die Bedienung dieser Verkehrsstation erfolgt durch diese SPNV-Linien:
| Linie | Linienverlauf | Taktfrequenz                                                   |
| ----- | --- | -------------------------------------------------------------- |
| RB 22 | Eifel-Express Gerolstein – Bitburg-Erdorf – Trier Hafenstraße – Trier Hbf | Stundentakt                                                    |
| RB 71 | Saar-Regionalbahn Schweich (DB) – Trier Hafenstraße – Trier Hbf – Trier Süd – Karthaus – Konz – Saarburg (Bez. Trier) – Merzig (Saar) – Saarlouis Hbf – Saarbrücken Hbf – Homburg (Saar) Hbf | Stundentakt                                                    |
| RB 81 | Moseltalbahn Koblenz – Cochem – Bullay (DB) – Wittlich Hbf – Schweich (DB) – Trier Hafenstraße – Trier Hbf                                                                                   | Stundentakt                                                    |
| RB 82 | Elbling-Express (Cochem – Wittlich Hbf – Trier Hafenstraße –) Trier Hbf – Konz Mitte – Wellen – Perl (Mosel)                                                                                 | 3 Zugpaare tägl., zusätzliche Fahrten zur HVZ                  |
| RB 83 | Mosel-Syretal-Bahn Wittlich Hbf – Schweich (DB) – Trier Hafenstraße – Trier West – Wasserbillig – Oetrange – Luxemburg                                                                       | Stundentakt, nur Mo–Sa                                         |
| RB 84 | Trier Hafenstraße – Trier West – Konz (– Saarburg (Bz. Trier)) | Stundentakt, Abschnitt Konz–Saarburg (Bz. Trier) nur zeitweise |

Für den gesamten Öffentlichen Personennahverkehr (ÖPNV) gilt der Tarif des Verkehrsverbundes Region Trier (VRT) sowie des Deutschlandtarifverbunds.